# 3806 Tremaine
3806 Tremaine је астероид главног астероидног појаса са средњом удаљеношћу од Сунца која износи 2,542 астрономских јединица (АЈ).
Апсолутна магнитуда астероида је 14,6.